# Tigrillos Los Mochis B
El club Tigrillos Los Mochis "B" fue un equipo de fútbol de México, de la ciudad de Los Mochis en Sinaloa. Jugaba en la Tercera división mexicana.
- Datos: Q6146851